# 恶魔分类

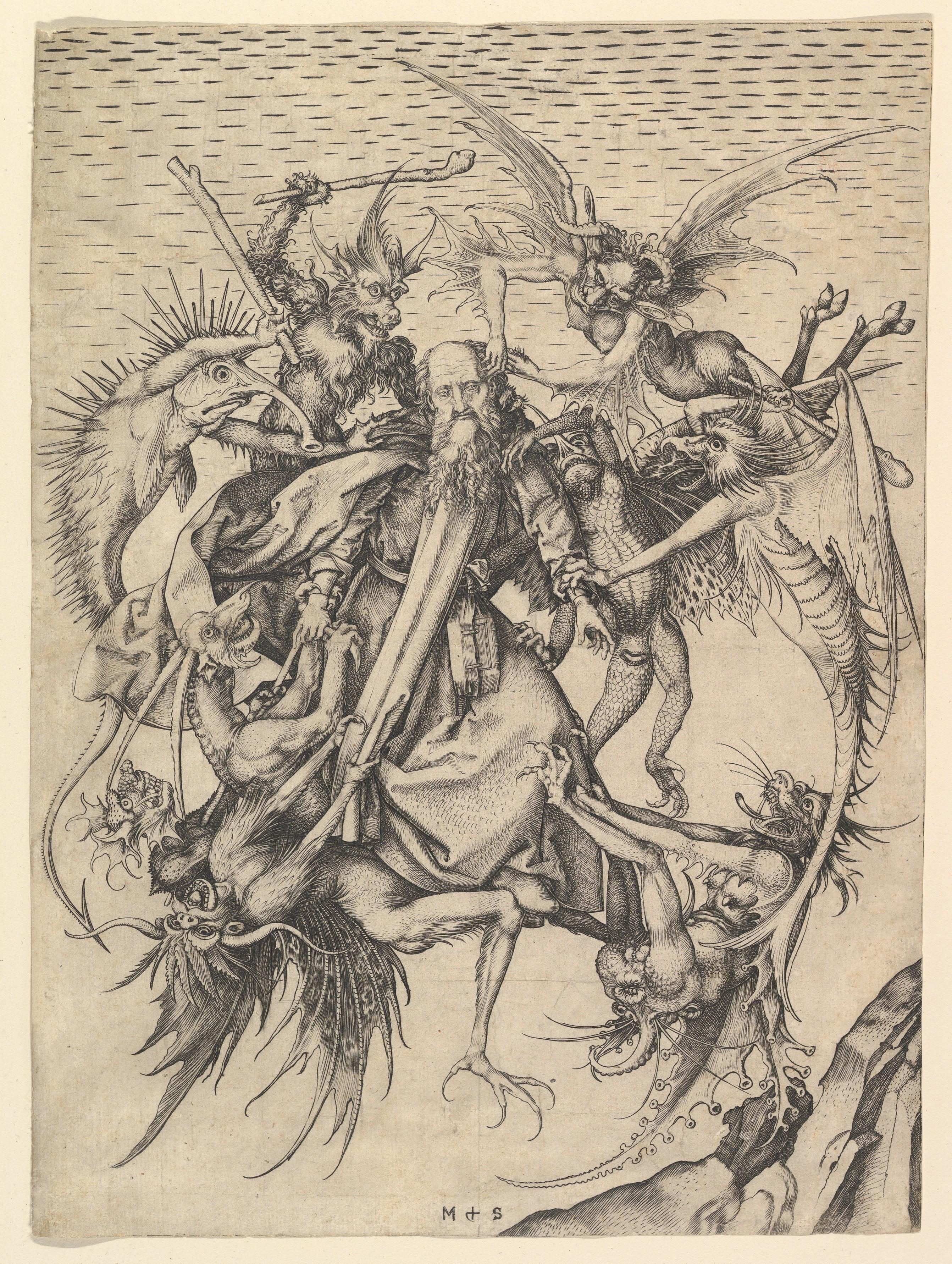
马丁·松高尔的《圣安东尼的诱惑》

历史上的神学学者们一直在尝试对基督教恶魔分类，以理解圣经和神话中的对立魔神。 
神学家们撰写了关于基督教惡魔學、古典神秘学、古典神话和文艺复兴魔法的论文，以阐明这些灵体之间的联系及其对各种恶魔的影响。从历史上看，对魔鬼学的研究被用来理解道德、行为倾向，甚至被寓言故事用作象征，例如引诱人们接受诱惑的恶魔，故事中也包括被认为是他们对手的天使或圣人。《启示录》（12:7-9）中大天使米迦勒和敌基督之间的战争，描述了一场天使战争，导致撒旦和他的天使们被逐出天堂。这些堕天使的分类也基于许多其他特征，例如导致他们堕天的行为、他们的形象或他们折磨人、引发疾病、梦想、情绪的方法等。大多数撰写这一主题的神学论文作者，要么真正相信地狱之灵的存在，要么编纂成哲学指南来理解民间传说和宗教主题中的古代行为道德观。

## 按领域分类

### 所罗门之约
《所罗门之约》是一部宗教伪典，据称是所罗门王所写，作者在书中主要描述了所罗门王为建造圣殿而役使的恶魔，所罗门王向恶魔提出的关于他们的行为能力和如何制服他们的问题，以及恶魔们给出的答案，该书提供了对抗恶魔的自助手册。尽管成书时间非常有争议，但它仍然被认为是现存（尤其是与个别恶魔相关）的最早恶魔学作品。

### 米海爾·普塞洛斯的恶魔分类
11世纪，米海爾·普塞洛斯编写了影响深远的《恶魔论》一书，将恶魔分为六种类型：
- 炽热（Leliurium）
- 空中（Aërial）
- 水中（Marine）
- 地面（Terrestrial）
- 地下（Subterranean）
- 避光（Lucifugous）

普塞洛斯的著作启发了许多后来的恶魔分类，从各种神秘学作家到弗朗西斯科·玛丽亚·瓜佐的猎巫手册。

### Lanterne of Light 的恶魔分类
1409年至1410年，一个匿名的羅拉德派传单《The Lanterne of Light》，通常认为作者是约翰·威克里夫，构建了一个基于七宗罪的恶魔分类系统，每个恶魔通过这些罪引诱人们。这个列表后来被水上诗人约翰·泰勒用于作品中。
1. 路西法：傲慢
2. 巴力西卜：暴食
3. 撒但：愤怒
4. 亚巴顿：嫉妒
5. 玛门：贪婪
6. 貝爾菲格：懒惰
7. 阿斯蒙蒂斯：色欲

### 斯皮纳的恶魔分类
阿方索·德·斯皮纳在1467年根据几个标准对恶魔进行了分类：
- 命運恶魔
- 魇魔（英语：Incubi）、魅魔
- 游荡的恶魔团体或军队，在地狱中的多个区域
- 使魔
- 杜尔登（英语：Drude）
- 惡魔受胎等由恶魔与人类结合而生的恶魔
- 欺诈和恶作剧恶魔
- 攻击圣徒的恶魔
- 诱使老年妇女参加女巫集会的恶魔

这个分类有点多变，很难找到一个标准。斯皮纳似乎受到了多个传说和故事的启发。杜尔登属于德国民间传说。使魔、哥布林和其他恶作剧的恶魔属于大多数欧洲国家的民间传说。
对魇魔和魅魔（以及他们的生殖能力）的信仰似乎启发了第六类，但也可能在犹太传说中受到启发，传说恶魔与女性人类性交（如莫斯提馬）。
一些用幻象诱导圣徒的恶魔，可能启发了第八类（例如聖安東尼的幻象）。
在欧洲中世纪和文艺复兴时期，老年妇女参加集会的想法很普遍，斯皮纳早在《女巫之槌》之前就提出了这一点。

### 阿格里帕的恶魔分类
在阿格里帕·冯·内特斯海姆在神秘哲学三书(1509-1510)中提出了几种基于数字的恶魔分类。弗朗西斯·巴雷特在他的《The Magus》一书中采用了这种恶魔分类法。
一位黑暗的、叛逆的、天使君王：
- 路西法

两位恶魔首领
- 貝赫莫特
- 利维坦

三位忿恚复仇者:
- 阿莱克托
- 墨盖拉
- 提西福涅

三位冥界审判者:
- 米诺斯
- 艾亞哥斯
- 拉达曼迪斯

四元素君主:
- 薩邁爾：火
- 阿撒茲勒：气
- 亚兹拉尔：水
- 瑪哈謝爾：土

四方君主
- 偶侶弄：東
- 派蒙：西
- 艾基恩：北
- 亞麥依蒙：北

在摩西六七经《Semiphoras and Schemhamforas》中出现同样的四个恶魔。
六位灾难制造者
- Acteus
- Megalesius
- Ormenus
- Lycus
- Nicon
- Mimon

统治九个军团的九位君主（圣经参考）:
- 巴力西卜 (Matthew 4:1–11)
- 皮媞亞 (1 Kings 22:21–22)
- 彼列 (Genesis 49:5，Psalms 7:13，Isaiah 13:5，Jeremiah 50:25, Ezekiel 9:2)
- 阿斯摩太
- 撒但 (Genesis 3:1–5)
- 梅利希姆 (正午恶魔（英语：Noonday_Demon）[13]) (Revelation 7:1–2)
- 亞巴頓
- 亞斯她錄
- 玛门

### 彼得·宾斯菲尔德的恶魔分类
彼得·宾斯菲尔德在1589年在《Treatise on Confessions by Evildoers and Witches》中编制了被称为地狱君王的恶魔分类。如同《Lanterne of Light》一样，彼得宾斯菲尔德也以七宗罪为基础，虽然这两个方案有所不同。
1. 路西法: 傲慢
2. 玛门: 贪婪
3. 阿斯摩太: 色欲
4. 利维坦: 嫉妒
5. 巴力西卜: 暴食
6. 撒但: 愤怒
7. 貝爾菲格: 懒惰

### 詹姆士国王的恶魔分类
詹姆士国王写了一篇题为《Daemonologie》的论文，第一次发表于1597年。几年后，詹姆士王钦定版圣经首次出版。在三本短书中，詹姆斯以哲学戏剧的形式写了一篇论文，对各种巫术进行了论证和比较，并把恶魔的分类写进了四个部分。他的分类并不是基于恶魔的名字、等级或头衔，而是分为特定恶魔对活人或尸体造成伤害折磨的四种类型。其目的是传播一种观念，即靈體会导致疾病，并且魔法只有通过恶魔的作用才能实现。他还引用了前人的观点，每个魔鬼都有能力以不同的形态或形式出现，以达到不同的目的。在他对恶魔的描述中，他提到恶魔受到神的直接监督，未经允许不能行动。除非当人们偏离了神的意志，可能是受女巫的委托，或魔法师对他人的恶意行为，但结果只会更加彰显神的光辉，尽管这不是他们意愿。这进一步说明了恶魔的力量是如何被用作为“矫正棒”的。
- Spectra：用来描述骚扰屋宅或荒僻地方的恶灵
- Obsession：用来描述在一天中的不同时间骚扰人的魔灵，例如魇魔和魅魔。
- Possession：用来表述进入一个人的内心并侵扰他的鬼怪。
- Fairies：用来描述预言、游荡和流离的幻灵。

### 賽巴斯欽·米卡艾利斯的恶魔分类
1613年，賽巴斯欽·米卡艾利斯写了一本名为《Admirable History》的书，书中记载的恶魔分类是恶魔比利士在他为修女驱魔时告诉他的。这个分类参照伪狄奥尼修斯的《天阶序论》，按照恶魔引诱人所犯的罪分类，也包括恶魔的对手(他们受到诱惑，却没有堕落)。
要注意的是，许多恶魔的名字都是法语专有的，或者在其他目录中不为人知。施洗者圣约翰和福音者圣约翰是米卡艾利斯提到的两个圣约翰。其他圣徒只提到他们的名字，没有指明是哪一位。

#### 第一阶
第一阶的天使为熾天使、智天使、座天使。巴力西卜、路西法和利维坦是最先堕落的三位天使。
- 巴力西卜是熾天使的君主，仅次于路西法。他诱导人们傲慢并受到聖方濟各的阻挠。
- 利维坦同样是熾天使的君主，诱导人们向异端邪说屈服，受到聖彼得的阻挠。
- 阿斯摩太也是熾天使的君主，诱惑人们放纵欲望，他受到施洗聖約翰的阻挠。
- 比利士是智天使的君主，他引诱人们杀戮、争执和亵渎神明，受到聖巴拿巴的阻挠。
- 亞斯她錄是座天使的君主，他诱导人们懒惰，并遭到聖巴多罗买的阻挠。
- 維林（英语：Verrine (demon)）也是座天使的君主，仅次于亞斯她錄，他诱导人们焦躁，受到圣多明尼克的阻挠。
- 格雷希尔（英语：Gressil）为第三位座天使的君主，他诱导人们不洁，并受到圣伯纳德的阻挠。
- 索尼隆（英语：Soneillon）为第四位座天使的君主，他引诱人们仇恨，并受到圣斯蒂芬的阻挠。[18]

#### 第二阶
第二阶为主天使、力天使、能天使。
- Carreau是能天使的君主，诱导人们铁石心肠，受到了圣文森特和圣文森特·费雷尔（英语：Vincent_Ferrer）的阻挠。
- Carnivale也是能天使的君主，他引诱人们淫秽无耻, 受到了圣約翰的阻挠。
- Oeillet是主天使的君主，他引诱人们违背安贫之誓，并受到了圣马丁的阻挠。
- 罗西尔（英语：Rosier_(demon)）是主天使的第二位领袖，他引诱人们违背性纯洁，并受到圣巴兹尔的阻挠。
- 彼列是力天使的君主，他诱导男人傲慢、女人虚荣，培养孩子放纵，在弥撒中流言蜚语，受到圣方济各·德·保罗的阻挠。

#### 第三阶
第三阶为权天使、大天使、天使
- Verrier是权天使的君主，他引诱人们违背遵从的誓言，并受到圣伯纳德的阻挠。
- Olivier是大天使的君主，他诱导人们对待穷人残酷无情，受到了圣劳伦斯的阻挠。
- Luvart是天使的君主，在米卡艾利斯撰写的时候，人们认为Luvart在玛德琳修女体内。[19]

根据朱尔斯·加里内特的《法国魔法史》和科兰·戴·布兰西的《地獄辭典》，许多名字和序列都出现在女巫集会中。

## 按勋衔分类
在恶魔学的研究中，许多魔灵是按军职、等级或头衔分类的，神学家们认为，在堕天之前，他们在天堂持有这些头衔，亦或在地狱里继续持有。这些头衔通常被详细描述他们在地狱中的权威或能力的几部魔法書中。按职位分类的恶魔通常被描绘成一个好战的军事团体，在这个阶级体系中，一名将军可能会为了一项特殊任务而对某些指定的军团进行指挥。其他神学家根据他们在大地上漫游的时间或地点，确定了魔灵的职衔分类。

### 亚伯拉梅林之书
亚伯拉梅林之书可能写于14或15世纪，列出了四位恶魔君主： 
- 路西法
- 利维坦
- 撒但
- 彼列

另外还有八个副君：
- 亞斯她錄
- Maggot
- 阿斯摩太
- 巴力西卜
- 偶侶弄
- 派蒙
- 阿里通（艾基恩）
- 亞麥依蒙

在他们的统治下，还有许多下级的恶魔。

### 灵体之书
这本书写于15或16世纪，可能是约翰·威尔恶魔分级的来源，但威尔的《万魔殿》提到了69柱魔神，而《灵体之书》只有46柱。然而威尔的分类却没有《灵体之书》中的四方位恶魔君主：偶侶弄、派蒙、亞麥依蒙和艾基恩（见阿格里帕的恶魔分类），以及另外三个恶魔君主：路西法、别西卜和撒旦。

### 慕尼黑恶魔魔法手册
写于15世纪，包含了11个恶魔的列表。

### Fasciculus Rerum Germanicarum
写于1494年，包含了37个恶魔的列表。

### 红龙 (大魔法書)
像许多神秘作品一样，《红龙》据称出自所罗门和他的祭司之手，据说是由埃及的阿利贝克于1517年出版的，但它很可能是18世纪在法国写成的。
该书详细描述了各个地狱之主及其力量，描述如何与他们达成契约以实现魔法目的。

### 万魔殿
约翰·威尔创作的《万魔殿》是一部魔法书，其中包含了一系列恶魔，以及以神、耶稣和圣灵的名义在适当时间召唤它们的仪式（比后来《所罗门的小钥匙》中的要简单）。
这本书写于1583年左右，列出了68柱魔神。恶魔瓦沙克、系爾、但他林、安杜馬利烏士没有在本书中列出。万魔殿不将封印归因于恶魔。

### 所羅門的小鑰匙
《所羅門的小鑰匙》是一本17世纪的匿名魔法书，也是最受欢迎的恶魔学书籍之一。《所罗门的小钥匙》详细描述了灵体以及按照驱魔师意愿召唤并驱使他们所需要的咒语。它详细说明了要施行的守护标记与仪式、防止灵体失控的必要操作、召唤前的准备工作以及说明如何制作执行仪式所需的工具。
《所羅門的小鑰匙》的作者几乎完全复制了《万魔殿》，但增加了恶魔的描述、封印和细节。

#### The Ars Goetia
Ars Goetia 是《所羅門的小鑰匙》的第一部份，书中描述了所羅門王召唤并囚禁在一个用魔法记号封印的青铜容器中的72个恶魔，并迫使他们为工作。
Ars Goetia 为每一个地狱阶层的成员分配了一个排名和贵族头衔，并给恶魔“他们必须效忠的印记”或封印。

### 地獄辭典
《地獄辭典》是一本关于恶魔学的书，按照地狱等级编排。该书由科兰·戴·布兰西撰写，1818年首次出版。该书有好几个版本，最著名的是1863年版，书中增加了69幅插图，这些插图描绘了一些恶魔的外形。后来这些图像中的许多被用于麦克逵格·马瑟斯版的《所羅門的小鑰匙》。
这本书最早出版于1818年，之后分为两卷，在1818年至1863年间重印了六次，并进行了许多修改。这本书试图提供有关迷信和恶魔学的所有知识。
戴·布兰西提出了基于现代欧洲宫廷上的恶魔等级：
- 君王与贵族: 
  - 巴力西卜，地狱帝国的最高领袖、苍蝇骑士团的创始者。
  - 撒但，废帝、反对派领袖。
  - 歐羅尼穆斯（英语：Eurynomos (daemon)），死亡君主、苍蝇骑士团大十字。
  - 摩洛克，泪之国君主、骑士团大十字。
  - 普路托，火之君主、骑士团大十字、火焰地区总督。
  - 潘，魇魔君王。
  - 莉莉斯，魅魔女王。
  - 莱昂纳德（英语：Leonard (demon)），安息日大领主、苍蝇骑士。
  - 比利士，大主教、联盟之主。
  - 普洛塞庇娜，大女魔、恶灵女王。
- 大臣: 
  - 亚得米勒，首相、苍蝇骑士团大十字。
  - 亞斯她錄，财政部长、苍蝇骑士。
  - 内尔伽勒，秘密警察局长。
  - 巴耳（英语：Baal (demon)），地狱军队总司令、苍蝇骑士团大十字。
  - 利维坦，元帅、苍蝇骑士。
- 使节: 
  - 貝爾菲格(Belfegor)，法兰西大使。
  - 玛门(Mammon)，英格兰大使。
  - 彼列(Belial)，意大利大使。
  - 临门(Rimmon)，俄罗斯大使。
  - 塔木兹(Tammuz)，西班牙大使。
  - 赫徒茵(Hutgin)，土耳其大使。
  - 马蒂内特(Martinet)，瑞士大使。
- 司法: 
  - 路西法，司法部長，苍蝇骑士。
  - 阿拉斯托耳，执法警察。
- 家政: 
  - 潘德雷(Verdelet)，司儀官。
  - 斯果尔(Succor-Benoth)，太监总管。
  - 卡莫斯(Chamos)，大管家，苍蝇骑士。
  - 梅尔克(Melchom)，财务长。
  - 尼斯洛克(Nisroch)，厨师长。
  - 貝赫莫特(Behemoth)，大酒政。
  - 大袞(Dagon)，司膳总管。
  - 穆林(Mullin)，第一侍从。
- 娱乐: 
  - 科巴尔(Kobal)，剧院总监。
  - 阿斯摩太(Asmodeus)，赌场总监。
  - 尼拜士(Nybbas)，领衔丑角。
  - 偽基督(Antichrist)，江湖骗子和通灵师。

Alexis-Vincent-Charles Berbiguier在他的自传作品《Les farfadets ou Tous les démons ne sont pas de l'autre monde》中使用了其中一些名称和等级来描述折磨他的恶魔。

### 撒旦聖經
拉维在《撒旦圣经》中使用了地狱四君主作为象征，书中每章都以其中之一的名字命名：撒旦之书、路西法之书、彼列之书和利维坦之书。其中路西法之书包含“地狱四君主”和七十七个“地狱名录”的列表，来自各种文化宗教的恶魔代表。这个分类系统受到亚伯拉梅林之书的影响。